# Fédération de Nouvelle-Zélande de football
La Fédération de Nouvelle-Zélande de football, appelée en anglais : New Zealand Football (NZF), est une association regroupant les clubs de football de Nouvelle-Zélande et organisant les compétitions nationales et les matchs internationaux de la sélection de Nouvelle-Zélande.

## Historique
La fédération nationale de Nouvelle-Zélande est fondée en 1891. Elle est affiliée à la FIFA depuis 1948 et est membre de l'OFC depuis 1966.

## Identité visuelle

Ancien logo
Ancien logo
Depuis 2022.